# 서울 시나위
《서울 시나위》는 MBC에서 1989년 11월 3일부터 1990년 4월 27일까지 방영된 로드 드라마 작품이다.

## 등장 인물
- 박상원 - 표기태 역
- 변우민 - 조만수 역
- 임미영 - 하유정 역
- 김명환
- 정명환
- 장승화
- 홍성민
- 박건식
- 이묵원
- 박영지
- 홍순창
- 박윤배
- 정진화
- 김일중
- 송금식
- 박경순
- 장보규
- 김영석
- 이효정
- 김영숙
- 최호창
- 양형욱
- 임대호
- 유은진
- 정연수
- 정우창
- 정일
- 박인숙
- 최병구
- 박성식
- 박종설
- 이정욱
- 박현숙
- 변소정
- 최진실 - 희수 역 (특별출연)

## 에피소드 목록
제1화 떠나야 만난다
제2화 가진것이 없으면 잃은 것도 없다
제3화 자 시작은 이제부터야
제4화 물 받아라
제5화 희망에 관하여
제6화 마주보기
제7화 사랑하였으므로 행복하였네라
제8화 어린왕자
제9화 인생공부
제10화 만수야 만수야
제11화 미스 하유정
제12화 사노라면
제13화 친구 내친구
제14화 꿈 속에 용이보이고
제15화 겨울의 끝
제16화 선생님 사랑해요
제17화 입영전야
제18화 할아버지의 소원
제19화 우리들의 광대
제20화 분홍 립스틱
제21화 자유가 보인다
제22화 바보와 철부지
제23화 (마지막회) 안녕이라고 말하지마